# Diebinnen (2023)
Diebinnen (Originaltitel Voleuses) ist eine französische Actionkomödie aus dem Jahr 2023 mit Adèle Exarchopoulos, Mélanie Laurent und Manon Bresch in den Hauptrollen.
Der Film basiert auf dem Comic La Grande Odalisque von Jérôme Mulot, Florent Ruppert und Bastien Vivès.

## Handlung
Alex und Carole arbeiten für die Patin Marraine und erledigen schwierige Auftragsdiebstähle für sie.
Sie haben jedoch genug von den alltäglichen Problemen im Einsatz und möchten aussteigen.
Allerdings ist die Patin nicht einverstanden.
Ein Fluchtversuch schlägt fehl, als das Versteck von Marraines Söldnern umstellt wird und Alex' Hauskaninchen im anschließenden Schusswechsel getötet wird.
Notgedrungen nehmen die beiden einen erneuten Auftrag von ihr an:
Sie sollen das Gemälde Made in Japan, La Grande Odalisque (1964) von Martial Raysse stehlen, welches für eine Ausstellung aus dem gut gesicherten Museum in eine Kunsthalle im Kloster Saint-François in Sartène auf Korsika gebracht wird.
Mit der Organisation des Unternehmens ist Abner beauftragt.
Da Alex bei einem vergangenen Auftrag einen Unfall gebaut hat, will Carole eine andere Person als Fahrer.
Dafür hat Abner die Rennfahrerin Sam vorgesehen, welche sie sie an der Rennstrecke von Le Mans, Circuit des 24 Heures, treffen sollen.
Sam hat tatsächlich Interesse, da sie gerade aus ihrem Team gefeuert wurde.
Zusammen fahren Alex, Carole und Sam nach Korsika.
In einem Lebensmittelladen in Saint-Florent (Korsika) erhalten sie Waffen.
Danach bereiten Alex und Carole Sam auf den Einsatz vor.
Zuerst benötigen sie die Pläne des Klosters, welche in einem Architekturbüro in Bastia liegen.
Gemeinsam mit Abner und dessen Freundin können sie den Job erfolgreich durchführen und Marraine das Gemälde bringen.
Es ergibt sich allerdings das Problem, dass Marraine sie danach allerdings nicht ziehen lassen möchte.
Der Film endet mit einem kurzen Ausblick auf die Situation vier Jahre in die Zukunft.

## Hintergrund
Die Dreharbeiten fanden auf Korsika, in der spanischen Halbwüste Bardenas Reales, in der französischen Region Le Perche und in Le Mans statt.
Der Film erschien für den englischsprachigen Markt unter dem Titel Wingwomen.

## Rezeption
Der Film hat (Stand 26. Juni 2024) 71 % positive Bewertungen auf Rotten Tomatoes
und eine durchschnittliche Bewertung von 2,7 von 5 Sternen auf Filmstarts.
In der Internet Movie Database liegt die Bewertung bei über 6000 Stimmabgaben eine Wertung von 5,7 von 10,0 möglichen Sternen (Stand: 26. Juni 2024).

## Kritik
Das Lexikon des internationalen Films bezeichnet Diebinnen als einen Film, „der in den Actionsequenzen und im Diebstahl-Plot recht mittelmäßig bleibt, durch das Charisma der Darstellerinnen und als Hommage auf intensive Frauenfreundschaften aber Charme hat.“